# Dolichopus jacutensis
Dolichopus jacutensis är en tvåvingeart som beskrevs av Stackelberg 1929. Dolichopus jacutensis ingår i släktet Dolichopus och familjen styltflugor. Inga underarter finns listade i Catalogue of Life.